# Lindéngruppen
Die Lindéngruppen ist ein schwedisches Unternehmen mit Sitz in Höganäs.
1974 wurde Ulf G. Lindén Vorstand der Firma AB Wilh. Becker. Nach dessen Übernahme durch Volvo wurde er Vizepräsident bei Volvo. 1985 verkaufte Volvo das Unternehmen an ihn und 1986 schied er aus der Geschäftsführung von Volvo aus.
Heute besteht das Unternehmen aus der Beckers Group (Beschichtungen), Colart (Künstlerbedarf) und Höganäs AB (Metallpulver). Beckers Group ist eines der führenden Unternehmen für Coil Coatings und Industrielacke. Höganäs war ab 1994 börsennotiert, bis es 2013 mithilfe von Foundation Asset Management, die heute 50 % der Anteile hält, wieder privatisiert wurde.
Weitere kleinere Beteiligungen sind Moorbrook Textiles und Planglasteknik.